# Atractodes nigripennis
Atractodes nigripennis är en stekelart som beskrevs av Hellen 1949. Atractodes nigripennis ingår i släktet Atractodes och familjen brokparasitsteklar. Inga underarter finns listade.